# Gabriel Gudmundsson
Gabriel Johan Gudmundsson (Malmö, 29 april 1999) is een Zweeds voetballer die doorgaans als linksback speelt. Hij verruilde Lille OSC in juli 2025 voor Leeds United. Gudmundsson debuteerde in 2022 als international van het Zweeds voetbalelftal.

## Carrière

### Halmstads BK
Gabriel Gudmundsson speelde in de jeugd van Snöstorp Nyhem FF en Halmstads BK, waar hij op 27 februari 2016 in de met 3-0 gewonnen bekerwedstrijd tegen Degerfors IF debuteerde. In zijn eerste seizoen wist hij met Halmstads BK uit de Superettan naar de Allsvenskan te promoveren. Het seizoen erna degradeerde hij weer terug naar de Superettan. Hij speelde drieënhalf seizoen bij Halmstads BK en kwam daarin tot 92 wedstrijden en zeventien goals.

### FC Groningen
In de zomer van 2019 vertrok hij naar FC Groningen, waar hij een overeenkomst getekend had voor drie seizoenen met nog een optiejaar. Op 3 augustus maakte hij tegen FC Emmen zijn debuut voor FC Groningen. Op 4 oktober scoorde hij als invaller tegen RKC Waalwijk zijn eerste doelpunt voor de club. Door een hamstringblessure kwam hij vanaf december de rest van het seizoen niet meer in actie. 
Op 18 oktober 2020 maakte hij na tien maanden blessure zijn rentree voor Groningen tegen FC Utrecht. Na de winterstop werd hij als linksback gebruikt in plaats van linksbuiten en ineens was hij in de eerste zeven wedstrijden van 2021 goed voor vier assists. Hij begon ook nog aan zijn derde seizoen bij Groningen, maar werd na drie competitiewedstrijden verkocht. Hij kwam tot 37 wedstrijden voor Groningen in ruim anderhalf jaar.

### Lille OSC
Gudmundsson werd in 2021, vlak voor de transferdeadline, verkocht aan Lille OSC waar hij een contract tekende tot de zomer van 2026.Op 10 september maakte hij tegen FC Lorient zijn debuut voor Lille. Eind die maand maakte hij tegen Red Bull Salzburg ook zijn debuut in de Champions League. Op 27 februari 2022 was hij tegen Olympique Lyon goed voor het enige doelpunt in de wedstrijd en daarmee zijn eerste voor Lille. 

## Statistieken
| Seizoen                         | Club           | Competitie     | Competitie | Competitie | Beker | Beker | Overig | Overig | Totaal | Totaal |
| Seizoen                         | Club           | Competitie     | Wed.       | Dlp.       | Wed.  | Dlp.  | Wed.   | Dlp.   | Wed.   | Dlp.   |
| ------------------------------- | -------------- | -------------- | ---------- | ---------- | ----- | ----- | ------ | ------ | ------ | ------ |
| 2016                            | Halmstads BK   | Superettan     | 17         | 0          | 2     | 1     | 2      | 0      | 21     | 1      |
| 2017                            | Halmstads BK   | Allsvenskan    | 25         | 4          | 1     | 0     | –      | –      | 26     | 4      |
| 2018                            | Halmstads BK   | Superettan     | 28         | 9          | 4     | 2     | –      | –      | 32     | 11     |
| 2019                            | Halmstads BK   | Superettan     | 10         | 1          | 3     | 0     | –      | –      | 13     | 1      |
| 2019/20                         | FC Groningen   | Eredivisie     | 11         | 2          | 0     | 0     | –      | –      | 11     | 2      |
| 2020/21                         | FC Groningen   | Eredivisie     | 23         | 0          | 0     | 0     | –      | –      | 23     | 0      |
| 2021/22                         | FC Groningen   | Eredivisie     | 3          | 0          | 0     | 0     | –      | –      | 3      | 0      |
| 2021/22                         | LOSC Lille     | Ligue 1        | 30         | 1          | 2     | 0     | 4      | 0      | 36     | 1      |
| 2022/23                         | LOSC Lille     | Ligue 1        | 18         | 0          | 0     | 0     | –      | –      | 18     | 0      |
| 2023/24                         | LOSC Lille     | Ligue 1        | 25         | 1          | 2     | 0     | 11     | 0      | 38     | 1      |
| 2024/25                         | LOSC Lille     | Ligue 1        | 11         | 0          | 0     | 0     | 8      | 0      | 19     | 0      |
| Carrièretotaal                  | Carrièretotaal | Carrièretotaal | 201        | 18         | 14    | 3     | 25     | 0      | 240    | 21     |
| Bijgewerkt op 21 november 2024. |                |                |            |            |       |       |        |        |        |        |

## Interlandcarrière
Gudmundsson speelde interlands voor de jeugdelftallen onder 15, 17, 18, 19, 20 en 21. Op 9 juni 2022 maakte Gudmundsson tegen Servië zijn debuut voor Zweden. Tijdens de Nations League 2024/25 werd hij basisspeler als linkercentrale verdediger in een 3-5-2 opstelling. 

## Persoonlijk
Hij is de zoon van Niklas Gudmundsson, die voor Halmstads BK, Blackburn Rovers, Ipswich Town, Malmö FF, IF Elfsborg en het Zweeds elftal speelde.